# Batalla de San Julián
La Batalla de San Julián, fue un conflicto bélico ocurrido el 15 de marzo de 1927 en el pueblo homónimo del estado de Jalisco, en el contexto de la Guerra Cristera en la región de los altos de Jalisco. La derrota sufrida por las fuerzas federales provocó que el presidente de México en ese momento, Plutarco Elías Calles, concentrara sus esfuerzos en acabar con el movimiento cristero.

## Antecedentes
En 1926, el gobierno mexicano puso en vigor una ley llamada Ley Calles, con la cual se reglamentó el artículo 130 de la Constitución Política de los Estados Unidos Mexicanos, que limitaba las prácticas religiosas. 
En 1925, se había creado la Liga Nacional para la Defensa de las Libertades Religiosas, que programó para el 1 de marzo de 1927 el levantamiento general de los cristeros. Aunque ya se habían dado guerrillas en algunos estados con fechas anteriores, el primer pueblo que se levantó en armas con este plan fue San Julián, localizado en la zona de los Altos de Jalisco. El cura Narciso Elizondo, párroco de la población, convocó al pueblo, que respondió formando el Regimiento de San Julián, al mando del general Miguel Hernández González. 
El regimiento de San Julián estaba conformado por cuatro escuadrones: el de San Julián, el de San Diego, el de Jalpa y el de San Miguel. Al enterarse las autoridades federales del levantamiento en San Julián, enviaron al 78° regimiento de caballería del Estado Mayor Presidencial, comandado por el general Espiridión Rodríguez Escobar.

## Batalla
Las fuerzas cristeras lideradas por José Reyes Vega y conformadas por unos 400 hombres, se enfrentaron a unos 900 soldados federales al mando del general Espiridión Rodríguez. A pesar de la recomendación de algunos de sus subalternos de huir debido a la superioridad en número y armamento de las fuerzas federales, Vega decidió quedarse a pelear después de recibir la oferta de Rodríguez de un enfrentamiento al día siguiente a las 5 de la mañana.
Durante la batalla, que duró todo el día, los federales sitiaron la población y avanzaron por las calles, pero fueron rechazados en la primera oleada. El Padre Vega envió a un mensajero a Jalpa de Cánovas para pedir refuerzos al general cristero Miguel Hernández, quien llegó con más hombres casi al final de la tarde. Los federales, sin embargo, identificaron erróneamente a los refuerzos cristeros como hombres al mando de Joaquín Amaro Domínguez (entonces Secretario de Guerra y Marina) y huyeron en su mayoría al ser atacados por Hernández y sus hombres en tres columnas.

### Bajas
Los federales infringieron 200 bajas y capturaron a dos cristeros, quienes fueron torturados y ejecutados frente a sus compañeros. Los cristeros, por su parte, infringieron 160 bajas y capturaron a 20 más. Estos últimos fueron pasados a cuchillo el 19 de marzo de 1927 por órdenes de Victoriano Ramírez. Además, algunos soldados federales saquearon el pueblo y violaron a las mujeres locales durante el avance. 

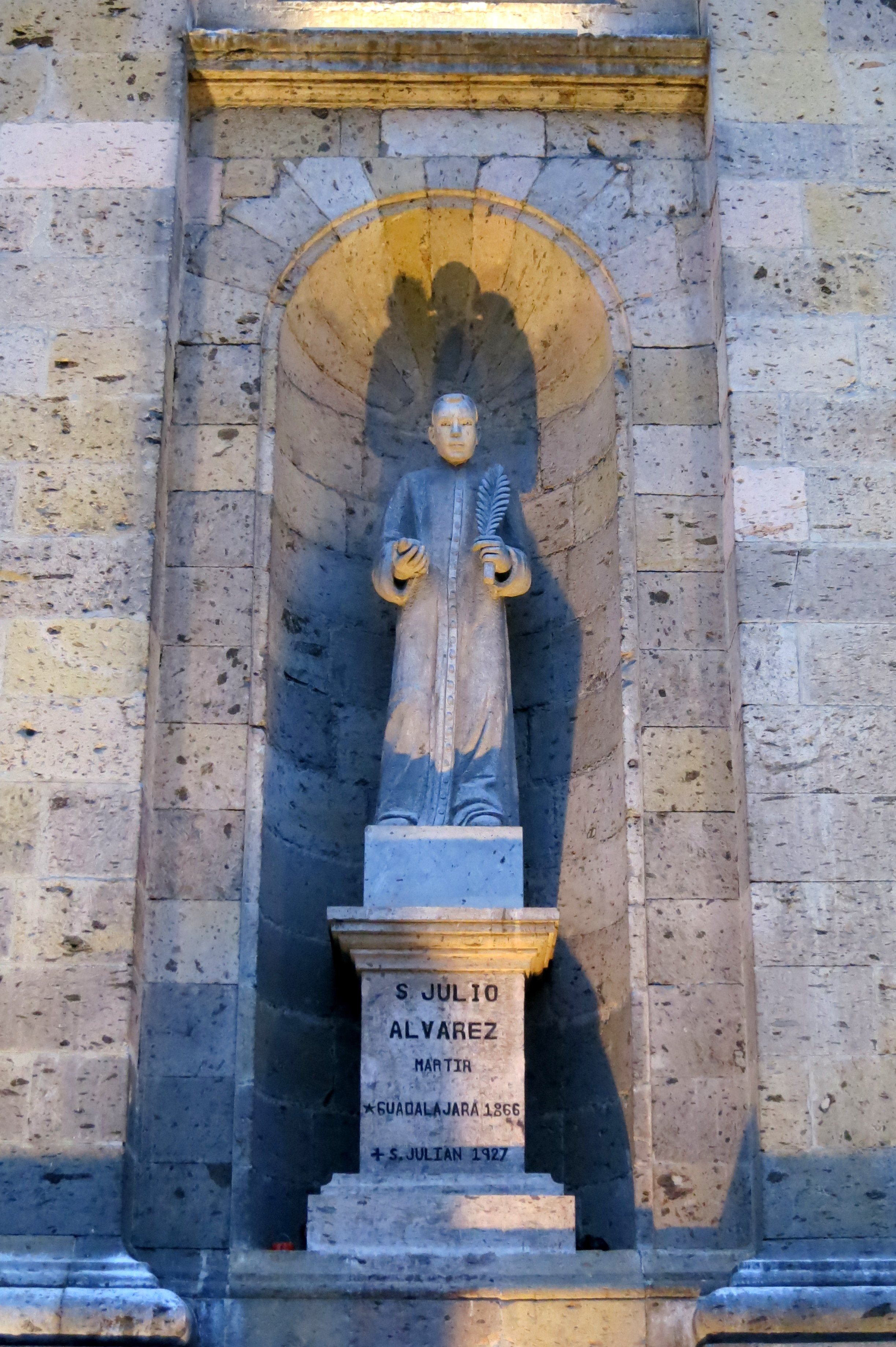
Estatua de San Julio Álvarez en la Catedral de Guadalajara

## Consecuencias
- Con la batalla de San Julián, los federales enviaron a la zona a un grupo mayor de militares y se empezó a considerar el movimiento cristero con mayor seriedad.

- El 26 de marzo de 1927, Joaquín Amaro Domínguez marchó a San Julián e hizo arrestar a Julio Álvarez Mendoza, un sacerdote pacífico, para luego ejecutarlo el 30 de marzo de 1927 en represalia por la derrota sufrida 15 días antes. Álvarez Mendoza fue canonizado como santo por el Papa Juan Pablo II el 21 de mayo de 2000.[1][5][6][7] Después del enfrentamiento,
- Rodríguez y Hernández volverían a enfrentarse en la Batalla de Cuquío, pero el resultado sería adverso para las fuerzas cristeras.[8]

## En la cultura popular
Se han compuesto diversos corridos en honor a la Batalla de San Julián, uno de los más conocidos es el "Corrido de los Combates de San Julián", que relata los acontecimientos de la contienda. En el año 2003, se colocó una placa conmemorativa en la plaza del pueblo en honor al 76.º aniversario de la batalla.